# Stalingrad (film din 1993)
Stalingrad (1993) este un film de război dramatic german regizat de Joseph Vilsmaier. Prezintă lupta de pe Frontul de Est din al doilea război mondial, în special Bătălia de la Stalingrad și prezintă armata germană (mai ales personajele principale) într-o lumină favorabilă.
Filmul urmărește un pluton german de specialiști care este transferat din Italia (unde ajunseseră după o campanie în Africa de Nord) în Rusia unde participă la Bătălia de la Stalingrad.
Filmările au avut loc în mai multe locuri, inclusiv Finlanda, Italia și Republica Cehă.
Este al doilea film german care prezintă Bătălia de la Stalingrad. A fost precedat de filmul german din 1959, Hunde, wollt ihr ewig leben (în engleză: Stalingrad: Dogs, Do You Want to Live Forever?).